# Le François
Le François är en ort och kommun i Martinique. Den ligger i den sydöstra delen av Martinique, 18 km öster om huvudstaden Fort-de-France.